# Ingrave
Ingrave è un paese della contea dell'Essex, in Inghilterra. Dista 3 chilometri da Brentwood in direzione sud e 40 chilometri dal centro di Londra. Sul suo territorio sorge Thorndon Hall Casa di campagna inglese molto famosa risalente al 1764, di stile georgiano e palladiano,  con un parco di 240 ettari di prati e boschi.